# مورتن ستورم
مورتن ستورم (بالدنماركية: Morten Storm)‏ هو جاسوس دنماركي، ولد في يناير 1976 في الدنمارك في مملكة الدنمارك.

## وصلات خارجية
- مورتن ستورم على موقع IMDb (الإنجليزية)